# Heimbeatmung
Die Heimbeatmung ist ein Teilgebiet der Intensivmedizin, bei der Patienten aufgrund zeitweiliger oder bleibender Störungen von Nervensystem oder Atemmuskulatur maschinell beatmet werden, die aber trotzdem aus der Klinik entlassen wurden. Es wird unterschieden zwischen invasiver und nicht-invasiver Beatmung.

## Beatmungsformen
Bei der invasiven Beatmung werden die Patienten über eine Trachealkanüle, die durch den Hals direkt in der Trachea (Luftröhre) liegt, beatmet. Die invasive Beatmung wird meist kontinuierlich durchgeführt, kann aber teilweise auch bis zu mehreren Stunden ausgesetzt werden, solange der Patient dies duldet.
Bei der nicht-invasiven Beatmung (NIV – non invasive ventilation) wird nicht über Tuben oder Trachealkanülen beatmet, sondern es werden spezielle, teils maßgefertigte Masken benutzt. Bei der NIV gibt es praktisch immer große Leckagen, da die Masken nicht exakt abschließen. Daher wird die NIV meist nur zur intermittierenden Beatmung eingesetzt.
Weiterhin besteht die Möglichkeit einer nicht-invasiven Beatmung mittels der Kürass-Ventilation. Dabei wird an Thorax und Abdomen des Patienten wechselweise Überdruck und Unterdruck angelegt. Durch das sich damit verändernde Volumen im Brustkorb und damit der Lungen wird passiv Luft ein- bzw. wieder ausgeatmet. Dieses Verfahren kann v. a. bei Muskelschwächen der Atemmuskulatur eingesetzt werden, wie z. B. bei spinalen Muskelatrophien.

## Beatmungsgeräte

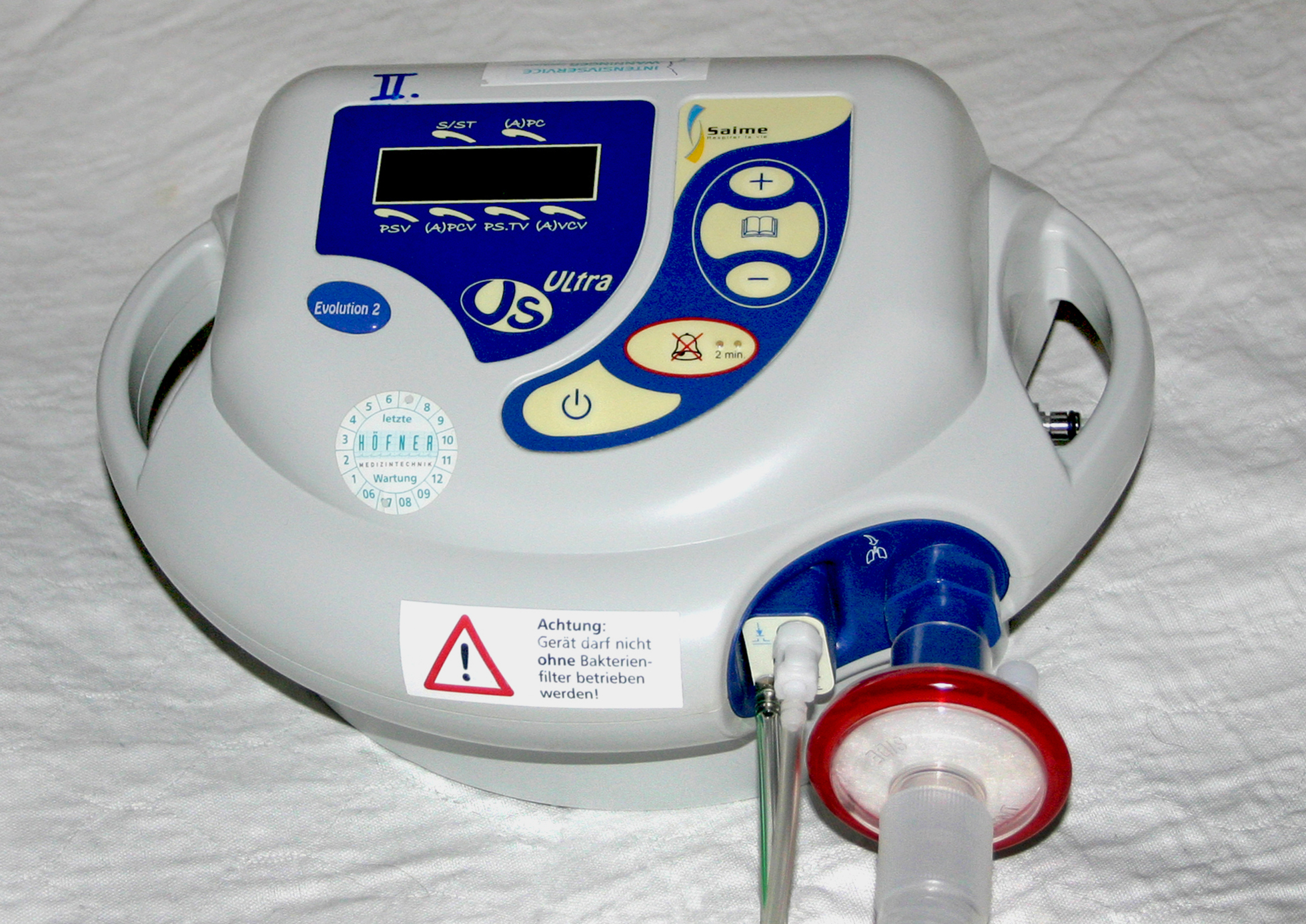
Heimbeatmungsgerät "VS Ultra" (Saime SA)

Bei der Heimbeatmung (etwa im Rahmen sogenannter Home-Care-Bereiche) kommen handliche und vergleichsweise benutzerfreundliche Beatmungsgeräte zum Einsatz. Die Beatmung erfolgt je nach gewählter Beatmung entweder über eine Beatmungsmaske oder über eine Trachealkanüle im Tracheostoma.

## Pflege bei Heimbeatmung
Da solche intensivmedizinischen Behandlungen zuhause die Angehörigen der Patienten möglicherweise überfordert und die zeitlichen Vorgaben der ambulanten Pflege nicht ausreichen, gibt es Pflegedienste, die sich auf Heimbeatmung bzw. häusliche Intensivpflege spezialisiert haben.
Bei heimbeatmeten Patienten genehmigt die Krankenkasse meist eine gewisse Anzahl an Stunden (bis zu 24 Stunden täglich), die vom Pflegedienst übernommen werden. In dieser Zeit ist dann eine Pflegefachkraft anwesend, um nicht nur die Grund- und Behandlungspflege durchzuführen, sondern vor allem bei plötzlich auftretenden Komplikationen schnell mit den entsprechenden Maßnahmen zu reagieren.

## Sicherheitsmaßnahmen
Bei jedem beatmungspflichtigen Patienten sollte mindestens vorhanden sein:
- ein Notfallset zum Ersetzen der Trachealkanüle
- ein Absauger und ein netzunabhängiges Ersatzgerät
- ein Sauerstoffkonzentrator und eine Sauerstoffflasche bzw. Flüssigsauerstoff für Stromausfälle
- im Einzelfall ein Pulsoxymeter[1]
- ein Beatmungsbeutel, um für Ausfälle des Beatmungsgerätes gerüstet zu sein
- Die Indikation für ein zweites Beatmungsgerät ist gegeben, wenn die tägliche Beatmungsdauer mehr als 16 Stunden beträgt.[1]

## Kosten
Aufgrund dieser und eventueller anderer Geräte (wie zum Beispiel Zubehör zur PEG, Pflegebett), Verbrauchsmaterial, aber vor allem aufgrund der ambulanten Versorgung durch Pflegefachkräfte sind heimbeatmete Patienten für die Kassen teuer, aber günstiger, als wenn sie sich im Krankenhaus auf einer Intensivstation befinden würden.

## Typische Krankheitsbilder
Typische Krankheitsbilder in der Heimbeatmung sind:
- Amyotrophe Lateralsklerose (ALS)
- Muskeldystrophie
- Guillain-Barré-Syndrom (GBS)
- Chronisch obstruktive Lungenerkrankung (COPD)
- Lungenemphysem
- Post-Polio-Syndrom
- Restriktive Erkrankungen wie Post-TBC-Syndrom, Lungengerüsterkrankung, Kyphoskoliosethorax